# Кръгли пирани
Pygocentrus или кръгли пирани, е род пирани от семейство Serrasalmidae. Родът се отличава по няколко главни фактора. Всички пирани в този род са с обла форма на тялото, заострени конусовидни зъби и бели камуфлажни петна. Всички видове имат оцветени в червено – жълто кореми. Половият диморфизъм при този род пирани е слабо изявлен и се основава главно на разлика в големнината, като женските са по-големи и агресивни. В случая на червената пираня (Pygocentrus nattereri) половият диморфизъм се изразява в по-червено оцветена коремна част.
Всички видове живеят в реките в Южна Америка, като някои видове са толкова разпространени, че са станали инвазивен вид.
Всички пирани в рода са всеядни -- ядат както риба, червеи и ранени животни, така и плодове, семена и ядки.
Около всички пирани се носи славата на страховити и безпощадни убийци, въпреки че няма много документирани случая на смърт от пираня.
Размножителният период на черната петниста пираня (Pygocentrus cariba) и пиранята пирая (Pygocentrus piraya) не е наблюдаван и се смята, че е подобен на този на червената пираня (Pygocentrus nattereri). Пираните имат два размножителни сезона, един в началото на дъждовният сезон – април, май, и втори в края му – ноември, декември. Отлагат хайвера си по водната растителност и след това охраняват малките. Всички видове могат да прибегнат до канибализъм при недостиг на храна.

## Видове
- Черна петниста пираня -- Pygocentrus cariba
- Пираня пирая -- Pygocentrus piraya
- Червена пираня -- Pygocentrus nattereri